# Flygande Veteraner

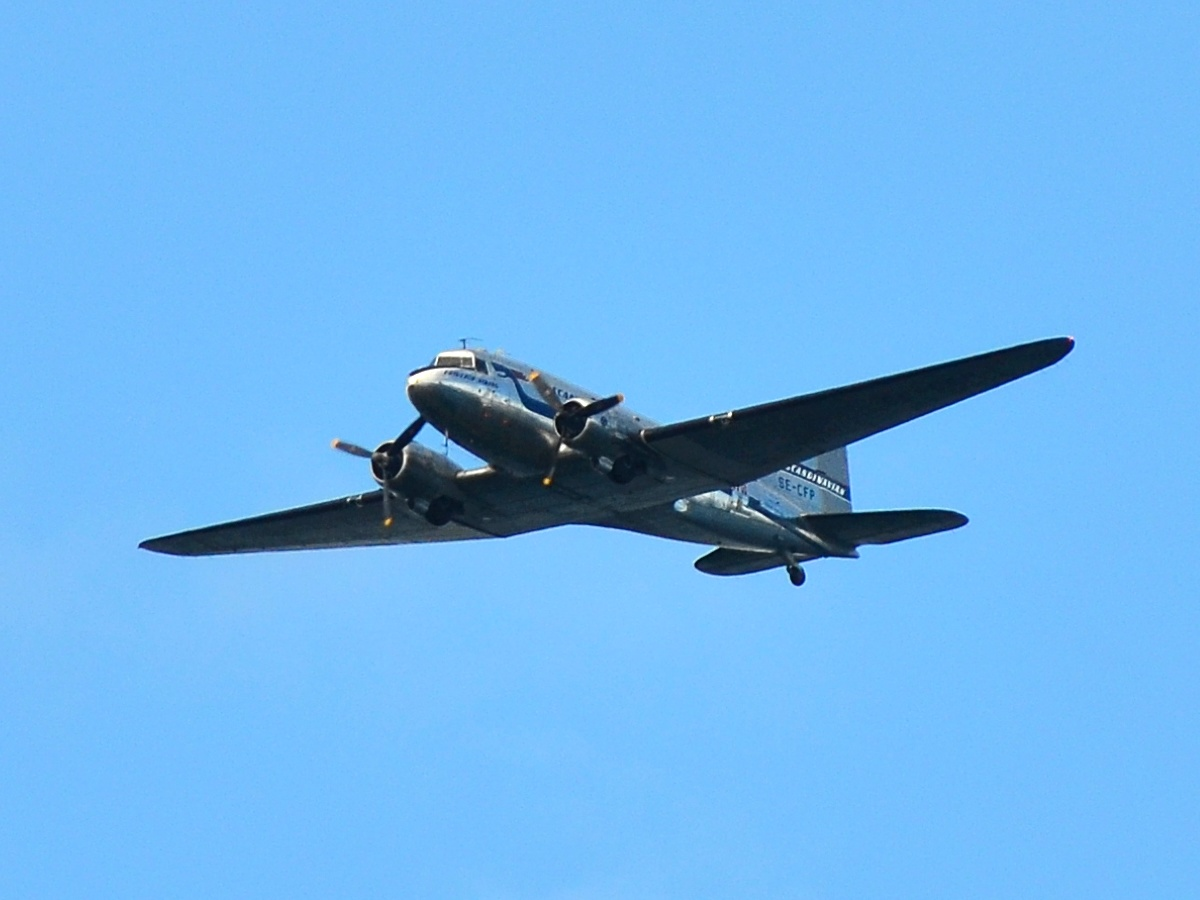
Daisy över Stockholm i augusti 2013.

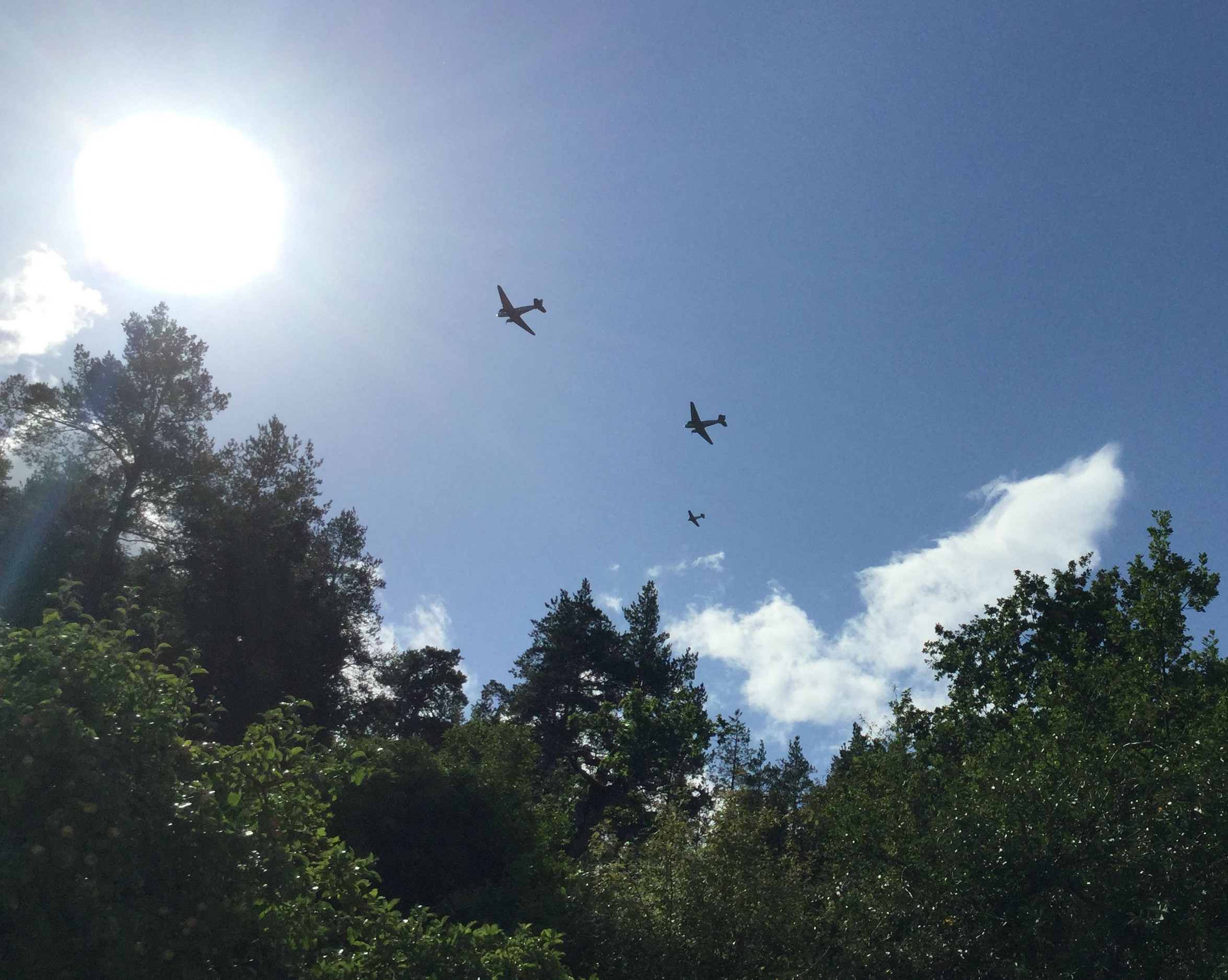
Nederländska PH-PBA Prinses Amalia och Daisy ovanför Stockholm i augusti 2017.

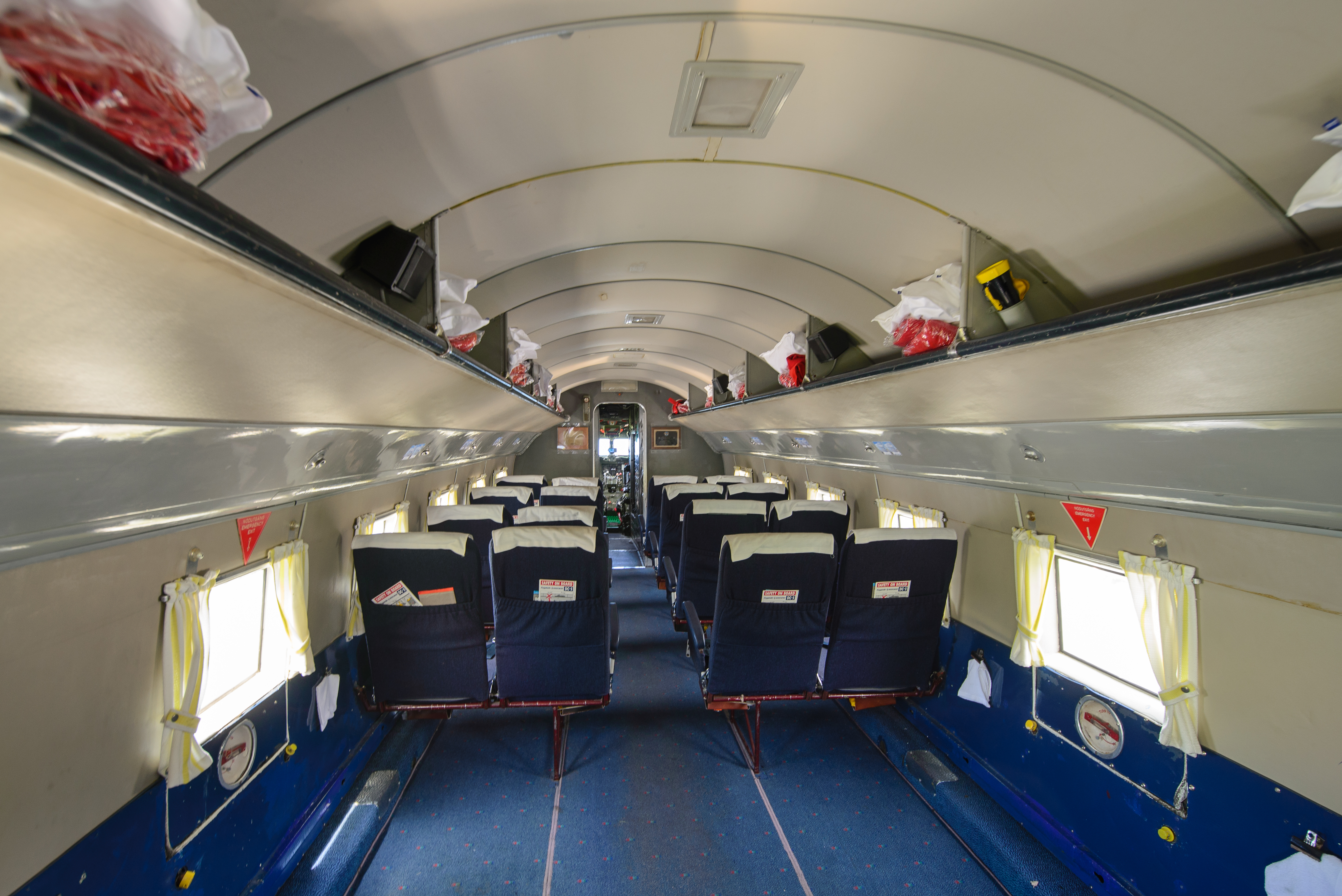
Interiör av planet.

Föreningen Flygande Veteraner är en ideell förening med ändamål att "främja kulturell och museal flyghistorisk verksamhet genom att tillvarata och i flygdugligt skick bibehålla [...] äldre transportflygplan [...och...] att i egen regi operera flyghistoriska flygplan [...] sprida kunskap om och intresse för flyghistoriska frågor."
Föreningen driver och flyger med veteranflygplanet SE-CFP Daisy, en DC-3:a från 1943. Flygande veteraner har sitt säte på Bromma flygplats

## DC-3:anDaisysochFlygande Veteranershistoria

### DC-3:anDaisy
DC-3:an Daisy har ett långt och träget yrkesliv bakom sig och har tjänstgjort i två försvarsmakter och tre flygbolag.

#### 1943–1945 — US Army Air Forces
Daisy tillverkades i Douglas Aircraft Companys fabriker i Long Beach i södra Los Angeles, Kalifornien med tillverkningsnummer (c/n) 13883, som en C-47 A-60-DL Skytrain, en militär version av DC-3. Hon levererades till US Army Air Forces den 5 oktober 1943 och fick USAAF s/n 43-30732. På stjärtfenan målades siffrorna 330732. 
Hon tilldelades 12th Air Force, 52nd Troop Carrier Wing (TCW), med stationering i Oran i Algeriet, dit hon anlände den 20 november 1943. Då var striderna över Sardinien och det italienska fastlandet redan över. I början av februari 1944 kommenderades 52th TCW att förflytta sin bas till England, som en förberedelse inför invasionen av Normandie (Operation Overlord), i Arnhem (Operation Market Garden) och i södra Frankrike (Operation Dragoon). C-47:ornas uppgifter under dessa operationer var transport av fallskärmslandsatt trupp, men även av bränsle till bland annat general Pattons pansarvagnar. I England tillhörde Daisy 9th Air Force, 32nd squadron. Under kriget hade en C-47 fyra eller fem mans besättning; två piloter, navigatör, radiooperatör och en crew chief, alla mellan 22 och 25 år gamla. Då kriget var slut återvände Daisy till USA den 23 september 1945.
Den 25 oktober 1945 överfördes hon till Reconstruction Finance Corporation (RFC), en organisation inom den amerikanska statsförvaltningen som sålde ut  krigsöverskottsmaterial. Under 1946 konverterades hon från en militär C-47 till en civil DC-3C av Canada Air Ltd. I konverteringen ingick att de stora lastdörrarna ersattes med en vanlig passagerardörr samt att kabinen ljudisolerades och fick bekvämare stolar.  Hon såldes efter konverteringen till Det Norske Luftfartselskap (DNL).

#### 1946–1957 — Det Norske Luftselskap och SAS
I Norge fick hon civilt registreringsnummer LN-IAF och namnet Nordfugl. Under 1948 bildade DNL, Det Danske Luftfartselskab (DDL) och svenska AB Aerotransport (ABA) det gemensamma Nordiska flygbolaget Scandinavian Airlines System, (SAS). Nordfugl målades nu om i SAS' klassiska "drakmålning", men fortsatte i norsk inrikestrafik med namnet Fridtjof Viking.

#### 1957–1960 — Linjeflyg
År 1957 såldes hon till ABA för bruk i Linjeflyg och fick svenskt registrering SE-CFP den 13 augusti samma år, varefter hon sattes in i Linjeflygs trafik.
Till följd av en längre strejk bland piloterna under 1960 drabbades Linjeflyg av ekonomiska svårigheter. Bolagets behov av DC-3:or minskade även, eftersom man det året börjat köpa in Convair 340 Metropolitan. ABA sålde därför två av sina DC-3:or, SE-CFP och hennes syster SE-CFR till svenska Flygvapnet.

#### 1960–1982 — Flygvapnet
I Flygvapnet hade DC-3 typbeteckningen Tp 79. Daisys flygvapennummer blev 79006. Efter att först ha återfått militära lastdörrar hos Svenska Flygverkstäderna på Bulltofta blev hon först baserad på F 7 Såtenäs och därefter på Östgöta flygflottilj (F 3), vilket sedermera som detachement till Bråvalla flygflottilj (F 13) ändrade namn till F 13M. Registreringskoder under flygvapentiden var F 7/76, F 3/76, F 13/76 och till sist, efter 1980, F 13/796. 
Under sin tid i Flygvapnet hyrdes hon bland annat ut till Röda Korset för humanitära insatser i Etiopien. Under tre månader där transporterade hon 325 ton förnödenheter och 826 passagerare.

### Flygande Veteraner

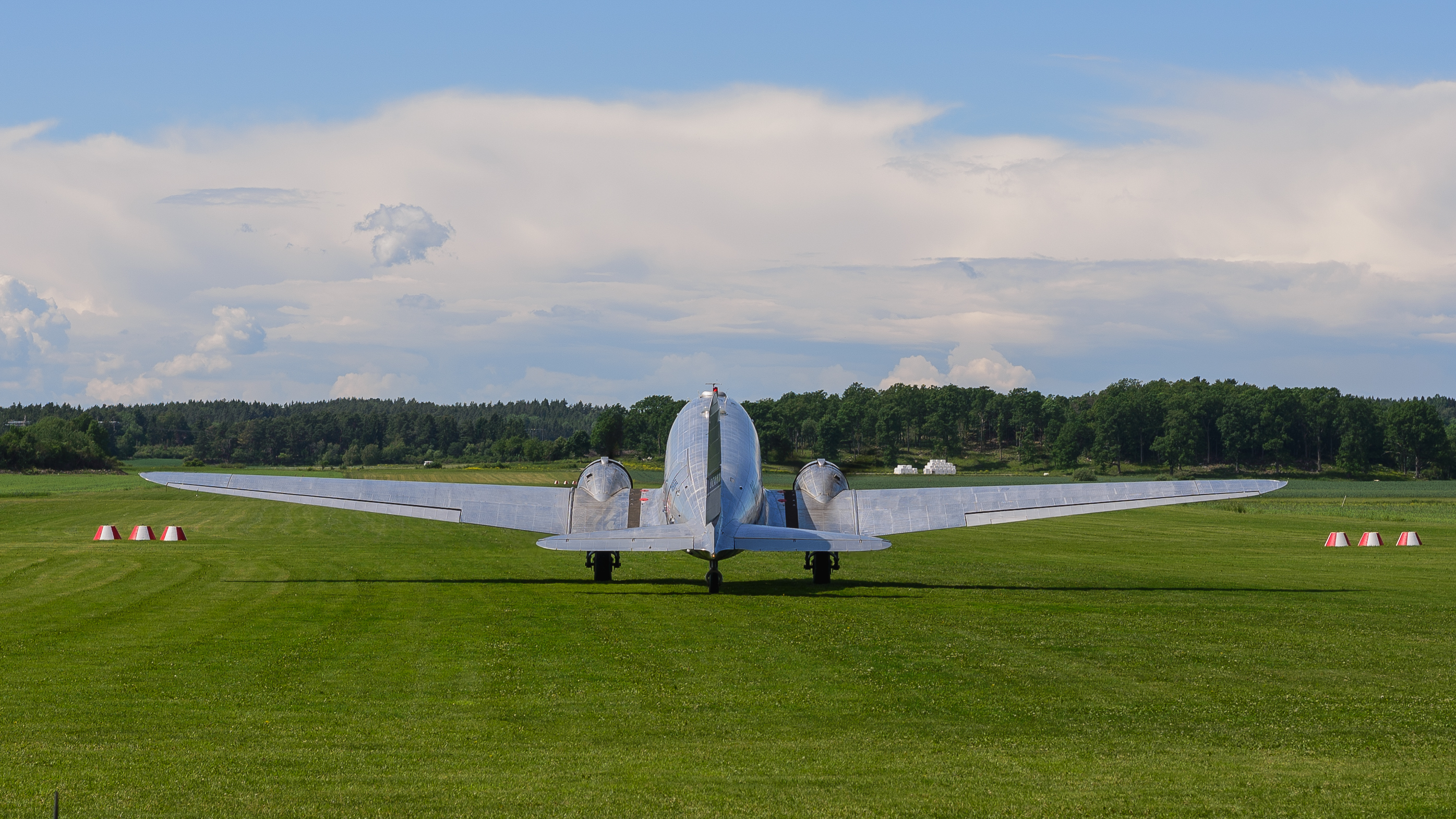
Planet under take-off på Skå flygfält i juni 2017.

Mellan 1982 och 1984 fasade Flygvapnet ut sina sista Tp 79:or. 79006 såldes 1982 till två privatpersoner, Ingemar Wärme och Jimmie Berglund för 80 000 kronor. Senare inträdde även Björn Löwgren som ägare. Dessa tre grundade en stiftelse, Flygande Veteraner och sålde planet till stiftelsen 1983. De bildade även föreningen Flygande Veteraner samma år, för planets tekniska och ekonomiska förvaltning. Under tiden hade stiftelsens grundare tillsammans med frivilliga krafter genomfört en omfattande teknisk översyn och återställande till civilt skick av flygplanet. Den 26 juni 1984 återfick hon samma civila registrering som hon haft under sin tid i Linjeflyg, SE-CFP.
I samband med SAS' 40-årsjubileum 1986 återfick Daisy den drakdekor hon burit under sin tid i bolaget. Detta var från början avsett att vara en temporär målning, men efter att SAS beslutade att stå kvar som föreningens huvudsponsor har flygplanet fått behålla sitt utseende.

## Aktiviteter

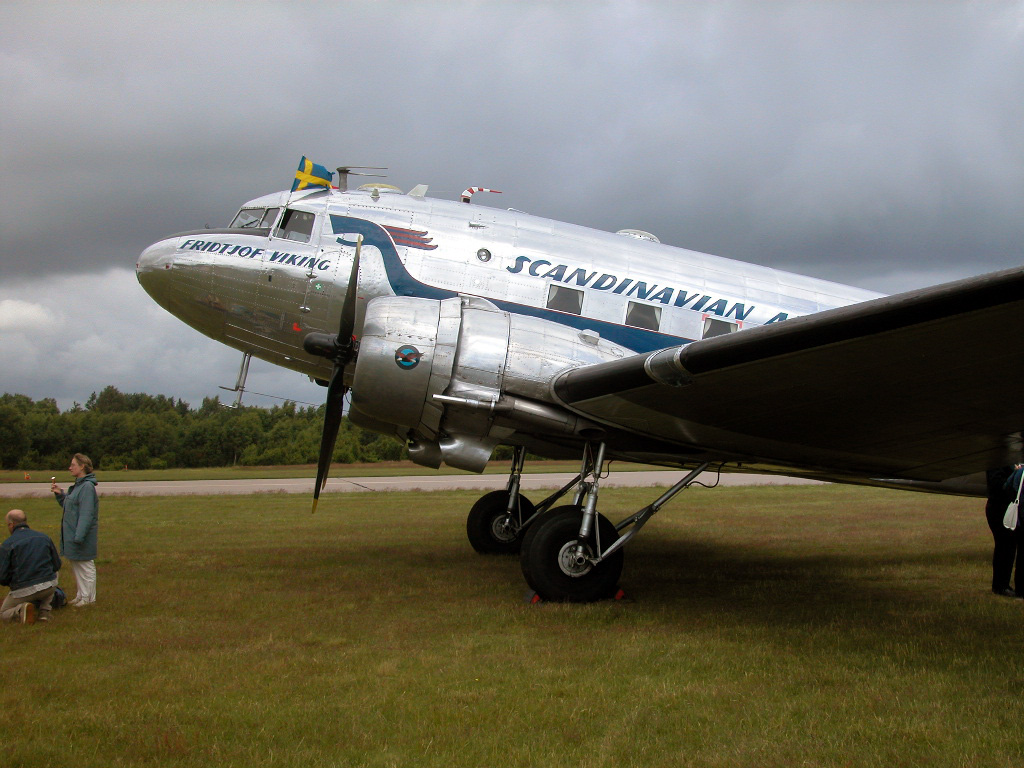
Daisy på Kjellers flygplats utanför Oslo, sommaren 2002.

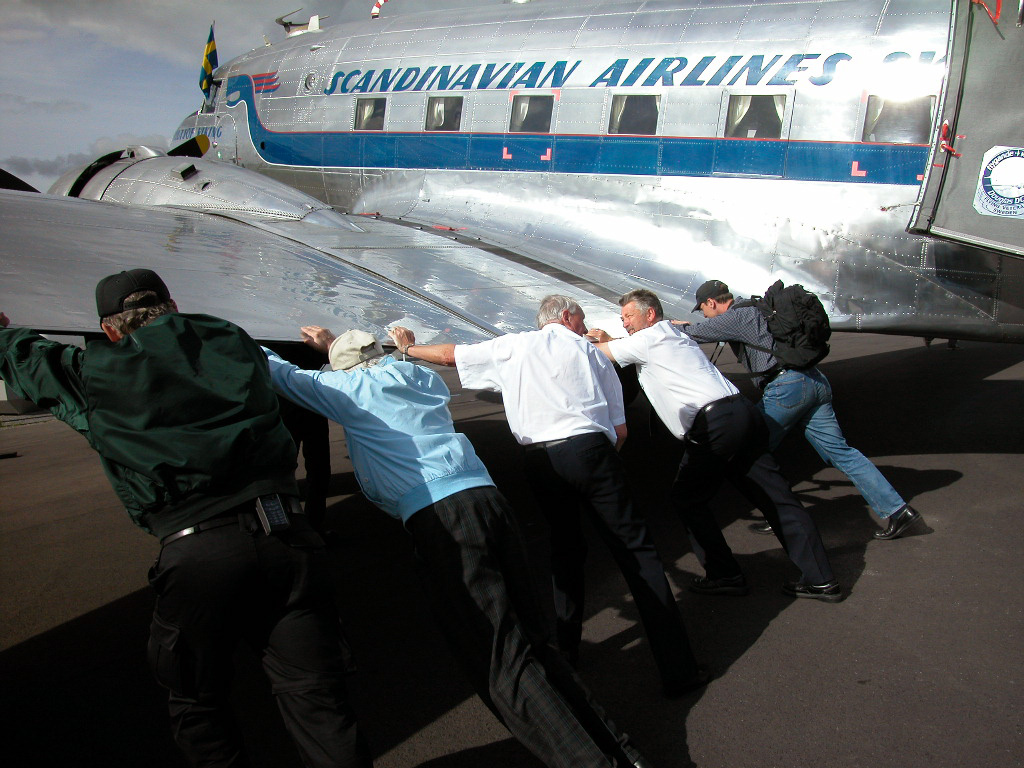
Daisy skjuts för tankning.

Flygande Veteraners verksamhet sköts av ett antal sektioner, där föreningens medlemmar arbetar på ideell basis.

### Flygningar
Föreningen Flygande Veteraner genomför varje flygsäsong (april till september) ett stort antal medlemsflygningar. Flygningarna går till flygdagar och flyghistoriskt intressanta platser, främst runtom i Sverige och Norden, men även andra platser. På flygningarna flyger föreningens medlemmar med för självkostnadspris.
En programgrupp ansvarar för att sätta ihop flygprogrammet. Flyggruppen ansvarar för bemanning i förarkabin och på marken. Cabingruppen står för bemanningen i passagerarkabinen.

### Tekniksektionen
Tekniksektionens medlemmar ansvarar för den tekniska skötseln av Daisy, både under flygsäsongen då hon står uppställd på Bromma och under vintersäsongen, då underhållsarbeten görs på Arlanda flygplats.

### TidningenFlygande Veteraner
Föreningen ger ut en medlemstidning med fyra nummer per år. Tidningen innehåller information om föreningens flygningar och andra aktiviteter, samt artiklar och notiser om flyghistoriskt intressanta ämnen i anslutning till Daisy och DC-3.

### Flygshopen på Bromma flygplats
Föreningen driver en butik i anslutning till sina lokaler på Bromma flygplats.